# Conus conditorius
Conus conditorius é uma espécie de gastrópode do gênero Conus, pertencente à família Conidae.